# Partido Nacional Escocés
El Partido Nacional Escocés (en gaélico escocés, Pàrtaidh Nàiseanta na h-Alba; en escocés, Scots National Pairty; en inglés: Scottish National Party o SNP), a veces nombrado como «Partido Nacionalista Escocés»[cita requerida], es un partido político escocés de ideología nacionalista y socialdemócrata, fundado en 1934 con la fusión de varias facciones independentistas. Su líder actual es John Swinney.
Desde el establecimiento del nuevo Parlamento Escocés en 1999 el SNP ha sido el partido más importante de la oposición, hasta que en 2007 alcanzó la posición de primer partido de Escocia, cuando formó gobierno en minoría y su líder, Alex Salmond, fue nombrado primer ministro de Escocia. En las elecciones de 2011 consiguió la mayoría absoluta del Parlamento Escocés, al haber obtenido 69 escaños. Luego, en mayo de 2015, en las elecciones generales del Reino Unido de 2015, obtuvo una victoria obteniendo 56 de los 59 escaños escoceses en la Cámara de los Comunes del Reino Unido. Ello supuso una subida espectacular, dado que en 2010 el SNP solo ganó 6 de esos 59 escaños. Su partidario más conocido a nivel internacional fue el actor Sean Connery.

## Resultados Electorales

### Elecciones generales escocesas
|  | 27,3 % |

|  | 20,9 % |

|  | 31,0 % |

|  | 44,0 % |

|  | 41,7 % |

|  | 40,3 % |

### Elecciones al Parlamento del Reino Unido
| Elecciones                   | # de votos | % de votos (UK) | % de votos (Escocia) | Escaños | Escaños (Asientos escoceses) |
| ---------------------------- | ---------- | --------------- | -------------------- | ------- | ---------------------------- |
| Elecciones de 1935           | 29 517     | 0,2%            | 1,1%                 | 0/615   | 0/71                         |
| Elecciones de 1945           | 26 707     | 0,01%           | 1,2%                 | 0/640   | 0/71                         |
| Elecciones de 1950           | 9 708      | 0,01%           | 0,4%                 | 0/625   | 0/71                         |
| Elecciones de 1951           | 7 299      | 0,1%            | 0,3%                 | 0/625   | 0/71                         |
| Elecciones de 1955           | 12 202     | 0,1%            | 0,5%                 | 0/630   | 0/77                         |
| Elecciones de 1959           | 21 738     | 0,1%            | 0,5%                 | 0/630   | 0/71                         |
| Elecciones de 1964           | 64 044     | 0,2%            | 2,4%                 | 0/630   | 0/71                         |
| Elecciones de 1966           | 128 474    | 0,5%            | 5,0%                 | 0/630   | 0/71                         |
| Elecciones de 1970           | 306 802    | 2,0%            | 11,4% (#4)           | 1/630   | 1/71                         |
| Elecciones de 1974 (febrero) | 633 180    | 2,0%            | 21,9% (#3)           | 7/635   | 7/71                         |
| Elecciones de 1974 (octubre) | 839 617    | 2,9%            | 30,4% (#3)           | 11/635  | 11/71                        |
| Elecciones de 1979           | 504 259    | 1,6%            | 17,3% (#4)           | 2/650   | 2/71                         |
| Elecciones de 1983           | 331 975    | 1,1%            | 11,8% (#5)           | 2/650   | 2/72                         |
| Elecciones de 1987           | 416 473    | 1,4%            | 14,1% (#4)           | 3/650   | 3/72                         |
| Elecciones de 1992           | 639 564    | 1,9%            | 21,5% (#4)           | 3/651   | 3/72                         |
| Elecciones de 1997           | 621 550    | 1,9%            | 22,1% (#3)           | 6/659   | 6/72                         |
| Elecciones de 2001           | 464 314    | 1,8%            | 20,1% (#3)           | 5/659   | 5/72                         |
| Elecciones de 2005           | 412 267    | 1,5%            | 17,7% (#3)           | 6/650   | 6/59                         |
| Elecciones de 2010           | 491 386    | 1,7%            | 19,9% (#3)           | 6/646   | 6/59                         |
| Elecciones de 2015           | 1 454 436  | 4,7%            | 50,0% (#1)           | 56/650  | 56/59                        |
| Elecciones de 2017           | 977 569    | 3,0%            | 36,9% (#1)           | 35/650  | 35/59                        |
| Elecciones de 2019           | 1 242 372  | 3,9%            | 45,3% (#1)           | 48/650  | 48/59                        |
| Elecciones de 2024           | 685 405    | 2,4%            | 29,9% (#2)           | 9/650   | 9/57                         |

### Elecciones al Parlamento Europeo
| Elecciones al Parlamento Europeo |         |                |                    |         |
| Elecciones                       | Votos   | % (en Escocia) | % (en Reino Unido) | Escaños |
| Elecciones de 1979               | 247.836 | 19,4%          | 1,8%               | 1       |
| Elecciones de 1984               | 230.594 | 17,8%          | 1,7%               | 1       |
| Elecciones de 1989               | 406.686 | 25,6%          | 2,6%               | 1       |
| Elecciones de 1994               | 487.239 | 32,6%          | 3,1%               | 2       |
| Elecciones de 1999               | 268.528 | 27,2%          | 2,5%               | 2       |
| Elecciones de 2004               | 231.505 | 19,7%          | 1,4%               | 2       |
| Elecciones de 2009               | 321.007 | 29,1%          | 2,1%               | 2       |
| Elecciones de 2014               | 389.503 | 29,0%          | 2,4%               | 2       |
| Elecciones de 2019               | 594.553 | 37,8%          | 3,5%               | 3       |

## Líderes

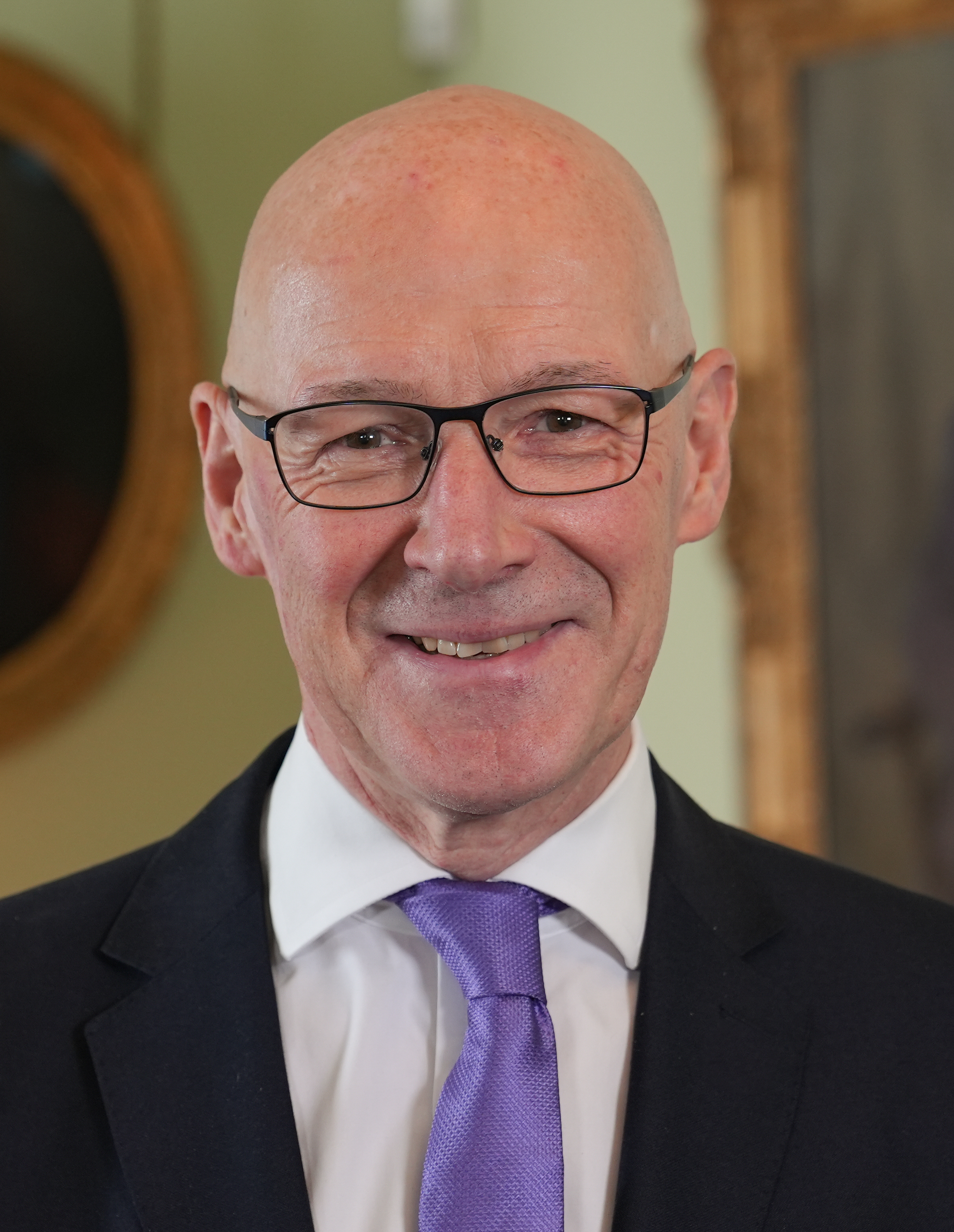
John Swinney es el actual líder del Partido Nacional Escocés.

- Alexander MacEwan (1934-1936)
- Andrew Dewar Gibb (1936-1940)
- William Power (1940-1942)
- Douglas Young (1942-1945)
- Bruce Watson (1945-1947)
- Robert McIntyre (1947-1956)
- James Halliday (1956-1960)
- Arthur Donaldson (1960-1969)
- William Wolfe (1969-1979)
- Gordon Wilson (1979-1990)
- Alex Salmond (1990-2000)
- John Swinney (2000-2004)
- Alex Salmond (2004-2014)
- Nicola Sturgeon (2014-2023)
- Humza Yousaf (2023-2024)
- John Swinney (2024–)

## Referéndum de independencia 2014
Durante la legislatura del primer ministro escocés Alex Salmond se convocó un referéndum para la autodeterminación de Escocia como nación independiente. Dicho referéndum tuvo lugar el 18 de septiembre de 2014, obteniendo como resultado el no a la independencia. Con el 55,42% de los sufragios en contra y el 44,58% a favor.
Como consecuencia inmediata a los resultados del referéndum, Alex Salmond anunció su dimisión como primer ministro de Escocia y líder del partido.